# Calling Dr. Love
«Calling Dr. Love» — песня группы Kiss с их студийного альбома 1976 года Rock and Roll Over.
В США песня достигла 16 места в чарте Billboard Hot 100.

## История
Джин Симмонс рассказывает:
Песня «Calling Dr. Love» берет свое начало с [песни] «Bad Bad Lovin’», которая так и не была записана [группой] Kiss. Никому она не нравилась. Так что я продолжал её подправлять и улучшать. Потом однажды я смотрел [фильм] The Three Stooges и меня осенило. Там был эпизод, где троица проникла в больницу, облачилась в хирургические костюмы и, притворяясь врачами, бегала туда и обратно из комнаты в комнату на фоне объявлений по громкоговорителю: «Вызываем доктора Ховарда, доктора Файна, доктора Ховарда». И тут мне пришла идея переписать припев в «Вызываем доктора Любовь» — доктора, у которого будет очень необычный способ делать инъекции пациентам.
Одной из бэк-вокалисток на этой песне была Кэти Сагал. Тогда она работала поющей официанткой и была в музыкальной группе под названием The Group with No Name. Поучаствовать в качестве бэк-вокалистки в записи альбома Rock and Roll Over ей предложил Джин Симмонс. Позже она пела на сценических подмостках в шоу Бетт Мидлер, а прославилась в итоге как телеактриса.